# Championnats du monde de gymnastique aérobic 2012
Navigation
Rodez 2010 Édition suivante
Les 12es championnats du monde de gymnastique aérobique ont lieu à Sofia en Bulgarie du 1er au 3 juin 2012.

## Podiums
| Épreuves                    | Or          | Argent        | Bronze      |
| --------------------------- | ----------- | ------------- | ----------- |
| Individuel                  |             |               |             |
| Hommes résultats détaillés  | Ivan Parejo | Mircea Zamfir | Liangfa Li  |
| Femmes résultats détaillés  | Sara Moreno | Aurélie Joly  | Lubov Gazov |
| Groupes                     |             |               |             |
| Couples résultats détaillés | Espagne     | Roumanie      | Russie      |
| Trio résultats détaillés    | Chine       | Corée du Sud  | Roumanie    |
| Groupes résultats détaillés | Chine       | France        | Roumanie    |
| Step résultats détaillés    | Chine       | Russie        | Monaco      |
| Danse résultats détaillés   | Chine       | Roumanie      | France      |

## Résultats détaillés

### Individuels hommes
| Rang | Gymnaste              | Pays     | Points |
| ---- | --------------------- | -------- | ------ |
|      | Ivan Parejo           | Espagne  | 22.200 |
|      | Mircea Zamfir         | Roumanie | 21.650 |
|      | Liangfa Li            | Chine    | 21.600 |
|      | Mircea Brinzea        | Roumanie | 21.600 |
| 5    | Maxime Decker-Breitel | France   | 21.300 |
| 6    | Emanuele Pagliuca     | Italie   | 20.800 |
| 7    | Benjamin Garavel      | France   | 20.750 |
| 8    | Vicente Lli Llorris   | Espagne  | 20.450 |

### Individuels femmes
| Rang | Gymnaste               | Pays         | Points |
| ---- | ---------------------- | ------------ | ------ |
|      | Sara Moreno            | Espagne      | 21.650 |
|      | Aurélie Joly           | France       | 21.350 |
|      | Lubov Gazov            | Autriche     | 21.250 |
| 4    | Oana Corina Constantin | Roumanie     | 21.150 |
| 5    | Giulia Bianchi         | Italie       | 20.850 |
| 6    | Denitsa Parichkova     | Bulgarie     | 20.800 |
| 6    | Hyun Kung Shin         | Corée du Sud | 20.800 |
| 8    | Maria Luisa Pavel      | Roumanie     | 20.700 |

### Duos
| Rang | Gymnastes                                     | Pays         | Points |
| ---- | --------------------------------------------- | ------------ | ------ |
|      | Sara Moreno, Vicente Lli                      | Espagne      | 21.650 |
|      | Andreea Bogati, Tudorel-Valentin Mavrodineanu | Roumanie     | 21.650 |
|      | Evgeniia Kudymova, Maksim Grinin              | Russie       | 21.550 |
| 4    | Guang Yang, Chao Ma                           | Chine        | 21.450 |
| 5    | Aleksei Germanov, Polina Amosenok             | Russie       | 21.000 |
| 6    | Julien Chaninet, Aurélie Joly                 | France       | 20.950 |
| 7    | Ba Dong Vu, Thi Thu Ha Tran                   | Viêt Nam     | 20.850 |
| 8    | Changil Yoon, Hyun Kyung Shin                 | Corée du Sud | 19.800 |

### Trios
| Rang | Gymnastes                                                                         | Pays         | Points |
| ---- | --------------------------------------------------------------------------------- | ------------ | ------ |
|      | Le Tao, Lei Che, Mingzhe Han                                                      | Chine        | 22.300 |
|      | Guontaeck Kim, Kyung Ho Lee, Jusun Ryu                                            | Corée du Sud | 22.300 |
|      | Tudorel-Valentin Mavrodineanu, Mircea Brinzea, Mircea Zamfir                      | Roumanie     | 22.100 |
| 4    | Liangfa Li, Tianbo Liu, Zizhuo Wang                                               | Chine        | 21.800 |
| 5    | Ba Dong Vu, Tien Phuong Nguyen, Thi Thu Ha Tran                                   | Viêt Nam     | 21.150 |
| 6    | Alexander Kondratichev, Igor Trushkov, Kirill Lobanznyuk                          | Russie       | 21.050 |
| 7    | Osvaldo Solis Martinez, Josefath Ivan Veloz Velazquez, Juan Jose Quiroz Hernandez | Mexique      | 20.400 |
| 8    | Simone Bonatti, Davide Donati, Antonio Caforio                                    | Italie       | 20.350 |

### Groupes
| Rang | Gymnastes | Pays         | Points |
| ---- | --- | ------------ | ------ |
|      | Liangfa Li, Tianbo Liu, Zizhuo Wang, Le Tao, Lei Che, Mingzhe Han                                                          | Chine        | 22.200 |
|      | Mathieu Deliers, David Orta, Maxime Decker-Breitel, Benjamin Garavel, Nicolas Garavel, Jonathan Gajdane                    | France       | 21.750 |
|      | Marius Gavriloaie, Mircea Zamfir, Mircea Brinzea, Tudorel-Valentin Mavrodineanu, Petru Porime Tolan, Florin Nebunu         | Roumanie     | 21.700 |
| 4    | Alexander Kondratichev, Igor Trushkov, Kirill Lobaznyuk, Garsevan Dzhanazyan, Valeriy Gusev, Danil Chayun                  | Russie       | 21.200 |
| 5    | Maria Bianca Becze, Maria Luisa Pavel, Anca Claudia Surdu, Andreea Bogati, Oana Corina Constantin, Laura Andreea Cristache | Roumanie     | 21.105 |
| 6    | Denis Soloviev, Evgeniia Kudymova, Denis Shurupov, Dmitriy Safonov, Alexei Germanov, Andrey Zhivin                         | Russie       | 20.634 |
| 7    | Reza Farokhian, Alireza Farokh, Amin Arbabkazem Zadeh, Mohammad Sakkaki, Habib Ebadikordlar, Seyed Mostafa Mousavi         | Iran         | 20.450 |
| 8    | Sungkyu Song, Kyung Ho Lee, Jusun Ryu, Inchan Hwang, Sunghwa Lee, Jae Youn Go                                              | Corée du Sud | 20.000 |

### Step
| Rang | Gymnastes | Pays         | Points |
| ---- | --- | ------------ | ------ |
|      | Zhi Li, Yuhan Wang, Jinxuan Huang, Qin Zou, Minchao Shou, Bangda Hu, Junqiang Wu, Ye Ma                                                                                       | Chine        | 17.800 |
|      | Evgeniia Kudymova, Denis Shurupov, Dmitriy Safonov, Alexey Germanov, Polina Polyanskikh, Irina Klopova, Veronika Korneva, Danil Chayun                                        | Russie       | 17.800 |
|      | Galbadrakh Enkhbayar, Enkhpurev Altangerel, Ariunbold Sainbayar, Altan Ochir Narmandakh, Sergelen Narmandakh, Batgerel Batsaikhan, Munkhtogoo Amarjargal, Galmandakh Yadamjav | Mongolie     | 17.700 |
| 4    | Mathieu Deliers, Nicolas Garavel, Jonathan Gajdane, Jacques Hugot, Eugénie Raphaël, Marion Roger, Laure Valdivia, Gavin Jourdan                                               | France       | 17.650 |
| 5    | Hyung Kyung Shin, Mi Hyu Shim, Yeon Sun Park, Minji Ryu, Youra Lee, Yun Ji Noh, Eunji Kim, Eunbi Lee                                                                          | Corée du Sud | 17.400 |
| 6    | David Belio Rodriguez, Ines Belsue, Ines Lasarte, Berta Izaguerri Artiaga, Violeta Monge Moreno, Maria Gonzalez Romero, Isaac Lozano Echevarria, Lucia Del Barco Gonzalez     | Espagne      | 17.300 |
| 7    | Ramona Kovacs, Anita Taskai, Julia Szabo, Kinga Szinder, Evelin Czako, Cecilia Ujvari, Anita Hosnyanski, Kitti Korosi                                                         | Hongrie      | 17.100 |
| 8    | Kateryna Shelest, Viktoriya Gubenko, Kateryna Stokolos, Alina Chmykhal, Kateryna Ivanova, Olga Lukynova, Kateryna Shekhovtsova, Olena Teptina                                 | Ukraine      | 16.950 |

### Danse
| Rang | Gymnastes | Pays         | Points |
| ---- | --- | ------------ | ------ |
|      | Le Tao, Lei Che, Zhi Li, Jinxuan Huang, Qin Zou, Minchao Shou, Bangda Hu, Mingzhe Han                                                                           | Chine        | 19.513 |
|      | Maria Bianca Becze, Lucian Fratiloiu, Maria Luisa Pavel, Anca Claudia Surdu, Laura Andreea Cristache, Marius Ciprian Petruse, Petru Porime Tolan, Florin Nebunu | Roumanie     | 19.213 |
|      | Dorian Alimelie, Jonathan Gajdane, Chrystel Lejeune, Aurélie Joly, Jacques Hugot, Eugénie Raphaël, Marion Roger, Laure Valdivia                                 | France       | 19.013 |
| 4    | Kyung Ho Lee, Eungsoo Kim, Jaehyun Han, Guontaeck Kim, Incham Hwang, Sunghwa Lee, Changil Yoon, Taehee Yun                                                      | Corée du Sud | 18.900 |
| 5    | Andrey Zhivin, Maxim Grinin, Polina Polyanskikh, Oxana Trukhacheva, Irina Klopova, Veronika Korneva, Valeriy Gusev, Danil Chayun                                | Russie       | 18.688 |
| 6    | Simone Bonatti, Davide Donati, Antonio Caforio, Alessandra Volpe, Cinzia Galletti, Maria Chiara Albergati, Gaia Brambilla, Erika Corio                          | Italie       | 18.663 |
| 7    | Anett Bako, Agota Szorenyi, Reka Lendvay, Alexandra Hagymasi, Dora Lendvay, Evelin Rozsa, Orsolya Kun, Rosza Sipeki                                             | Hongrie      | 18.613 |
| 8    | Chelsea Carroll, Samantha Elkington, Zoe Tisdale, Samantha Kukura, Susan Price, Emma Davies, Catriona Cowden, Sarah Millar                                      | Australie    | 17.053 |

## Tableau des médailles
| Rang  | Nation       | Or | Argent | Bronze | Total |
| ----- | ------------ | -- | ------ | ------ | ----- |
| 1     | Chine        | 4  | 0      | 1      | 5     |
| 2     | Espagne      | 3  | 0      | 0      | 3     |
| 3     | Roumanie     | 1  | 2      | 3      | 6     |
| 4     | Russie       | 1  | 0      | 1      | 2     |
| 5     | Corée du Sud | 1  | 0      | 0      | 1     |
| 6     | France       | 0  | 2      | 1      | 3     |
| 7     | Autriche     | 0  | 0      | 1      | 1     |
| 7     | Mongolie     | 0  | 0      | 1      | 1     |
| TOTAL |              |    |        |        |       |